# Kép korong

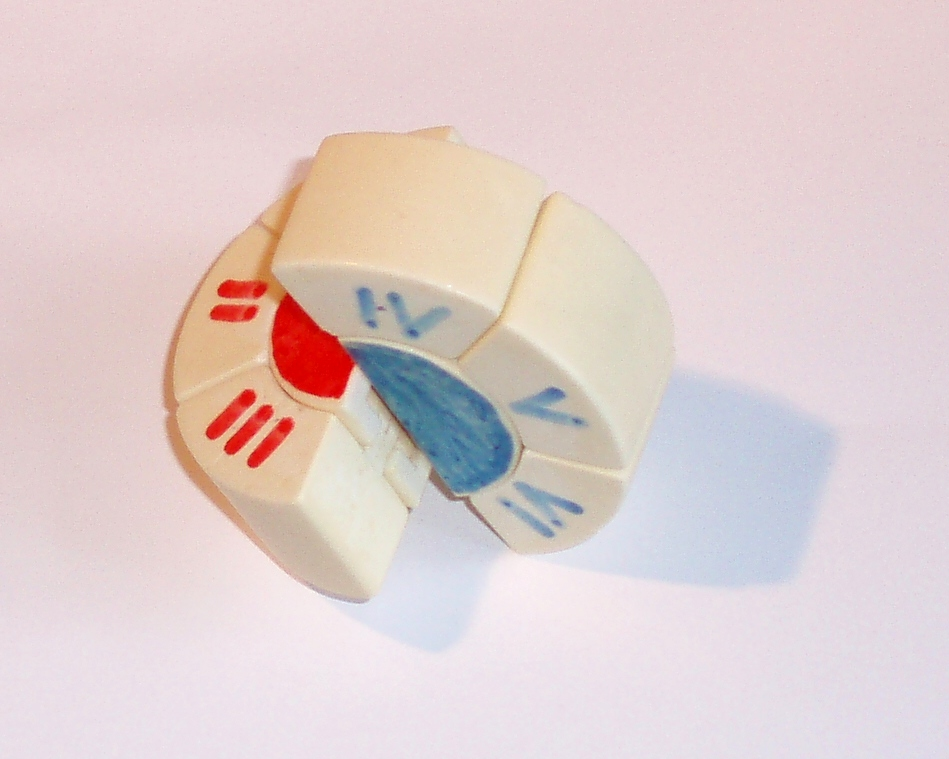
Kép korong

A kép korong (másképp bűvös korong, a szabadalmi leírásban „Logikai gerezd játék”, angolul Puck, Puck puzzle) korong alakú, egyszemélyes logikai játék (amely lehet más kerékszerű test vagy gömb is, de a továbbiakban az elterjedt korong kiviteli alakot tárgyaljuk). Megtekinthető például a Museum on Twistypuzzles portálon, a Museum menüpont alatt, Kép korong vagy Puck néven többféle változatban.
A korong alakú test két egyforma részből álló központi elemet, belső korongot és az azt körben gyűrűszerűen körülvevő szegmenseket (ahogy a feltaláló eredetileg elnevezte, „gerezdeket”) tartalmaz. A szegmensek száma (kis) páros szám, a leggyakoribb megvalósított változatok hat, nyolc vagy 12 szegmenssel készültek, de a szegmensek alkothatnak akár több gyűrűt is, több rétegben, így a számuk megsokszorozódhat. Lásd az eredeti szabadalmi leírást „Logikai gerezd játék” címmel, a Szellemi Tulajdon Nemzeti Hivatala e-nyilvántartás vagy e-kutatás adatbázisában.
A szegmensekből álló gyűrű a központi koronghoz mechanikusan kapcsolódik, nem szedhető szét. A szegmensgyűrű a központi korong körül elforgatható, mint egy kerék a tengely körül. A központi korong két része egymáshoz képest szintén elforgatható (180 fokkal) a hozzájuk kapcsolódó fél szegmensgyűrűkkel együtt. A forgatási műveletek segítségével a szegmensek kombinációja változtatható. A szegmensek és a központi korong tetszőleges jeleket, például számokat, betűket, képeket, színeket tartalmazhatnak. Ha a korong két oldalán két kép van, szűkebb értelemben, akkor beszélünk kép korongról. A játék célja valamely kitüntetett kombináció elérése, például egy kép összerakása (puzzle), a két oldal szétválasztása szín szerint, vagy a szegmenseken lévő számok vagy jelek sorba rendezése.
Nem teljesen azonos, bár hasonló logikájú a hat szegmenses Rubik-sajt (Rubik’s Cheese), amely a Rubik Ufo (Rubik’s Ufo) elődjének tekinthető. A Rubik-sajt azonban teljesen más mechanikai felépítésű. Lásd a szabadalmi leírást A Rubik-sajtnál nincs központi korong, és a szegmensek száma (egy rétegben) pontosan hat lehet, nem lehet például 10 vagy 12.

## A kép korong története
Végh András fizikus, feltaláló Budapesten 1980-ban egy mágneses játékot alkotott, a szabadalmi leírás szerint „Térbeli logikai mágneses játék” névvel, a bejelentés napja: 1980. 12. 08. A játék lényege, hogy a gyűrűszerűen elhelyezkedő mágneses szegmenseket erős mágneses mező tartja egyben, a szegmensek helyét és helyzetét is beleértve. (A szegmensek egybevágóak.) A test befoglaló alakja lehet például gyűrű, korong, henger, gömb, illetve n oldalú szabályos hasáb. A szegmensek felületén különféle jelek, számok, betűk, képek lehetnek, mint a bűvös korong esetében.
A forgatás úgy történik, hogy a szegmensek között a gyűrűt bárhol félbetörjük, és az egyik felét (180 fokkal) elfordítva újra összeillesztjük. A megfelelően kialakított mágneses mező „gondoskodik” arról, hogy a gyűrű megfelelő alakúra és stabilan összeálljon.
Bár a tiltott forgatási műveleteket a mágneses mező sem mindig engedi (szétugranak a szegmensek, ha csalni akarunk), végeredményben a szegmensek teljesen szétszedhetők, és így könnyen kirakható a helyes sorrend. Ennek megakadályozása céljából Végh kidolgozott egy mechanikus változatot, a bűvös korongot (kép korongot), még 1980 decemberében, amit az Országos Találmányi Hivatalba 1981. 04. 01-én „Logikai gerezd játék” néven jelentett be.
Végh nem talált megfelelő kivitelezőt a korongra. Végül egy műanyagfröccsöntő kisiparos kezdte el gyártani és forgalmazni a játékot „kép korong” néven. A játékra kerülő képeket is ő nyomatta a korongra. A kisiparos  néhány játékot adott a feltalálónak, amit ő a barátainak szétosztogatott. Ilyen játékot kapott Szentiványi Tibor magyar matematikus is, aki nagy tudója volt a szoliter logikai játékoknak.
Szentiványi Tibor javasolta először a Puck (Puck puzzle) elnevezést. Ez megtalálható a Rubik nemzetközi játékmagazin 1983/2. számában „Egy új logikai játék: a PUCK” címmel. Ebben a cikkben olvashatunk a játék felépítéséről, céljáról, szabályairól, a lehetséges kombinációkról is.
A Puck név két okból is megfelelőnek bizonyult, egyrészt a bűvös korong méreteiben alig különbözik a jéghokiban használt korongtól (hockey puck), másrészt a Szentivánéji álomban Puck egy tréfás manó, aki varázsszerével Titániát szerelemre lobbantja az első élőlény iránt, aki a szeme elé kerül.
Az a tény, hogy a játéknak lényegében két oldala van, lehetővé teszi azt is, hogy a jelek a két oldalon egymás ellentétei vagy kiegészítői legyenek: például angyal és ördög, világos és sötét, pozitív és negatív, jó és rossz.
Magyarországon a játékot – beleértve a kép korongnál alkalmazott konkrét mechanikai megoldást is – később is feltalálták, lásd például a Szellemi Tulajdon Nemzeti Hivatala e-kutatás adatbázisában „Térbeli logikai játék” néven, bejelentés 1989. 08. 17. Ez azért furcsa, mert a játék Magyarországon széles körben ismert volt, nem is beszélve a szabadalmi leírásról. Áttekintve a szabadalmi leírásokat és különösen a rajzokat, látható, hogy a későbbi találmány Végh találmányának egyik kiviteli alakja, a mechanikai megoldás lényege változatlan. A 80-as évek elején gyártott kép korongot – ami egy konkrét kiviteli alak megvalósítása – szétszedve szintén erről győződhetünk meg. Ennek ellenére az USA-ban is lehetett szabadalmaztatni a 90-es években. Ma a világon számos változatban gyártják. Erről könnyű meggyőződni, ha az interneten rákeresünk a „Puck puzzle” kifejezésre. Egyébként az eredeti oltalom régen megszűnt.

## Játék a gyakorlatban
A Puck megvásárlása helyett ajánlható a YouTube-on számos videó, amelyek bemutatják a különböző képekkel és/vagy feliratokkal ellátott, de hasonló mechanikájú bűvös korongok használatát. Például Toni Fisher videója.
Az interneten virtuális Puckot is találunk, elindítva a programot a gyakorlatban is kipróbálhatjuk (a 12 szegmenses számozott) bűvös koronggal való játékot.